# Even So
『Even So』（イーブン・ソー）は、BONNIE PINKの通算7枚目のオリジナルアルバム。2004年5月12日発売。発売元はワーナーミュージック・ジャパン。CDコードはWPCL-10090。

## 概要
『Present』から1年3ヶ月ぶりとなるオリジナルアルバム。トーレ・ヨハンソンが『evil and flowers』以来、6年ぶりに全曲のプロデュースを行っている。レコーディングはスウェーデンのGULAスタジオで行なわれた。「Even So」は「たとえ何とかだったとしても、何とかだよ」と言う場合に繋ぎとして使われる表現である。
またCDを鍵として期間限定特別WEBサイトにアクセスできる「ConnecteD」対応CDだった。また、シングル「Last Kiss」と併用することでさらなるスペシャル・サイトにもアクセス出来た。

## 収録曲
全曲、作詞・作曲：BONNIE PINK
1. Private Laughter （2:59）
2. Ocean （3:20）
3. New Dawn （4:26）
4. 5 more minutes （3:21）
5. The Answer 〜ひとつになる時〜 （3:31）
6. I just want you to be happy （4:01）
7. Mint （4:21）
8. 1・2・3 （4:17）
NHK-FM『ミュージックスクエア』に出演時の発言で、結婚する兄弟のために書いた曲であることが明かされている。
9. Last Kiss （4:24）
CX系アニメ「GANTZ 〜the first stage〜」エンディングテーマ
10. Walk with you （3:56）
11. 人生ゲーム （4:27）
12. Bedtime Story （4:33）